# Palythoa clavata
Palythoa clavata is een Zoanthideasoort uit de familie van de Sphenopidae. De wetenschappelijke naam van de soort is voor het eerst geldig gepubliceerd in 1850 door Duchassaing.